# 大沢基朝
大沢 基朝 （おおさわ もととも）は、江戸時代中期の高家旗本。遠江国堀江領主。官位は従四位下・侍従兼丹波守。

## 生涯
大沢基隆の子として誕生した。
父の没後の享保15年（1730年）10月5日、寄合に列し8代将軍・徳川吉宗に拝謁した。元文元年12月16日（1737年）、奥高家見習となって、従五位下・侍従兼丹波守に叙任、元文4年（1740年）4月22日、奥高家に列する。寛保元年（1741年）、従四位下に昇進。寛保3年（1743年）7月11日、故あり職を免ぜられ、寄合となったが、9月17日許され再び出仕する。宝暦2年（1752年）4月9日、次男（嫡男）の定寧に家督を譲り隠居した。
寛政3年（1791年）6月18日、死去。享年74。火付盗賊改方の藤懸永直の罷免の原因となった。

## 系譜
- 父：大沢基隆
- 母：不詳
- 妻：不詳
  - 男子：直太郎 - 早世
  - 次男：大沢定寧